# 北沢恒彦
北沢 恒彦（きたざわ つねひこ、1934年4月22日 - 1999年11月22日）は、日本の社会運動家。文筆家。元京都市役所職員。
京都市出身。黒川創は息子。北沢街子は娘。秦恒平は弟。

## 経歴
1952年京都府立鴨沂高等学校在学中、朝鮮戦争への反戦運動に加わり、逮捕。1960年同志社大学法学部卒業。また大学卒業後に製パン業の老舗・進々堂に勤め労働争議を経験。
その後、雑誌『思想の科学』の編集、執筆に関わる。1962年京都市役所勤務。66年京都市中小企業指導所に勤務、診断士となる。
京都ベ平連に参加し、67年まで事務局長を務める。
1984年大阪市立大学大学院経済学研究科修士課程修了。1995年京都市役所を定年退職。京都精華大学で「風土論」を教える。
退職を機会に、元・米屋である自宅の店先を改造し、「編集グループSURE工房」と名づけた。
1999年自殺、65歳。工房は娘の街子に引き継がれた。

## 著書
- 『方法としての現場』（社会評論社）1974年
- 『家の別れ ある労働者自立論の出生』（思想の科学社）　1978年
- 『自分の町で生きるには』（晶文社）1981年
- 『隠された地図』（編集グループSURE編、クレイン） 2002年
- 『酒はなめるように飲め』（編集グループSURE） 2004年

### 共著
- 『朋あり遠方より来る 現場からの哲学』（渋谷定輔,花崎皋平共著、風媒社） 1976年
- 『五条坂陶工物語』（藤平長一共著、晶文社） 1982年
- 『聞かれるままに』（武谷三男述、聞き手、思想の科学社） 1986年
- 『自由について 七つの問答』（丸山眞男、鶴見俊輔,塩沢由典共聞き手、編集グループSURE） 2005年

## 翻訳
- 『アンビヴァレント・モダーンズ 江藤淳・竹内好・吉本隆明・鶴見俊輔』（ローレンス・オルソン、黒川創,中尾ハジメ共訳、新宿書房） 1997年

## 論文
- Cinii
- 黒川創「北沢恒彦著作リスト」(編集グループSURE 2011, pp. ⅰ-ⅹⅳ)